# William Egger
William Arnold Egger (Paramaribo, 24 februari 1900 – Leidschendam, 2 maart 1989) was een Surinamer die als verzetsstrijder in Nederland actief was tijdens de Tweede Wereldoorlog.

## Levensloop
Egger groeide op in Suriname en was van creoolse  afkomst. Hij verhuisde naar Nederland om daar te studeren. Hij ontmoette Engelina Jas, met wie hij in het huwelijk trad. Jas was van Joodse afkomst. Het stel vertrok naar Suriname, waar ze een dochter kregen. In 1935 keerde het gezin terug naar Nederland en werd uitgebreid met een zoon. In 1936 vonden ze een woning aan de Noorderbeekdwarsstaat 122.
Na de uitbraak van de Tweede Wereldoorlog besloot het echtpaar om vervolgde Joden te helpen.Ze groeven een schuilkelder onder hun woning, waar voor korte of langere tijd twaalf Joden zaten ondergedoken. Door verraad arresteerden Maarten Spaans en Marinus van Dusschoten, werkzaam bij de Haagse politie, Egger en zijn vrouw en verschillende ondergedoken Joden, die allen hun leven verloren in de Duitse concentratiekampen. Egger zelf zat anderhalf jaar geïnterneerd in Kamp Vught. Zijn vrouw Engelina werd op transport gezet naar Duitsland waar ze in meerdere kampen gevangen zat. Ze overleefde de oorlog, maar kwam er geestelijk nooit meer bovenop.
Op 18 september 2014 ontving William Egger postuum de Yad Vashem-onderscheiding en de hoogste Israëlische eretitel Rechtvaardige onder de Volkeren voor het helpen van Joodse medeburgers tijdens de Tweede Wereldoorlog.
Egger zette tijdens de Tweede Wereldoorlog zijn leven op spel voor de redding van Joodse medeburgers. Hij kreeg daarvoor postuum door de Israëlische organisatie Jad Wasjem de onderscheiding "Rechtvaardige onder de Volkeren" verleend, waarbij gerefereerd wordt aan acht door hem geredde personen. De onderscheiding werd aan de nabestaanden uitgereikt door de Israëlische ambassade in Den Haag.